# Johann Schrammel
Johann Schrammel (Wenen, 22 mei 1850 – aldaar, 17 juni 1893) was een Oostenrijks componist en musicus. Hij was de zoon van de klarinettist Kaspar Schrammel en zijn tweede echtgenote Aloisia Ernst; de muzikant Josef Schrammel was zijn jongere broer.

## Levensloop
Schrammel werd geboren Neulerchenfeld, nu een wijk van Wenen. Hij kreeg zijn eerste muzieklessen van zijn vader. Op 6-jarige leeftijd kon hij in de kerkkoor van Neulerchenfeld mee zingen. Vanaf 1858 kreeg hij vioollessen van Ernst Melzer, die zelf violist in het orkest van het Carltheater was. Op 6 januari 1861 had Schrammel samen met zijn vader en zijn broer het eerste openbare optreden in het restaurant "Zum goldenen Stuck". Vanaf 1862 studeerde Schrammel aan het Conservatorium in Wenen. Naast zang studeerde hij ook viool bij onder andere Joseph Hellmesberger Sr. en Georg Hellmesberger, alsook bij Karl Heißler.
In juni 1865 verliet hij het conservatorium en werd lid van het orkest van het Harmonietheater en het Theater in der Josefstadt. In het volgende jaar ging Schrammel naar het K. u. K. leger en werd muzikant in de Militaire kapel van het dragonder-regiment Nr. 2 en later bij de militaire kapellen van het Infanterie-Regiment Nr. 32 en het Infanterie-Regiment Nr. 49. Vanaf 1875 was hij Eskadron-trompettist en als muziek-sergeant-majoor werkzaam.

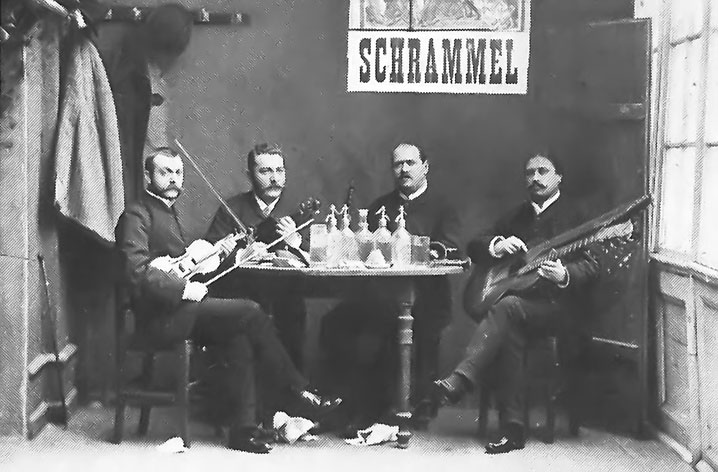
Het Schrammelkwartet in 1890

In 1878 richtte hij samen met zijn broer Josef Schrammel en de gitarist Draskovits een trio op, dat als "D'Nußdorfer" benoemd werd. In 1879 werd Draskovits door Anton Strohmayer vervangen en in hetzelfde jaar werd door de klarinettist Georg Dänzer het beroemde Schrammel-kwartet opgericht. Het kwartet werd beroemd, door zijn musiceer-stijl, namelijk bij de bevolking bekende Weense muziek te spelen, en kreeg ermee grote populariteit. Deze musiceer-stijl werd navolgend naar dit kwartet als Schrammelmusik aangeduid.
Het bekendste werk van deze componist is ongetwijfeld de mars Wien bleibt Wien.

## Composities
- 1884 Wien bleibt Wien, mars
- Das picksusse Holzl
- Der Schwalben Gruß
- Die Reise nach Helgoland
- Eljen a Stefanie
- Frisch gewagt
- Frühlingsgruß an Pauline
- Hans-Richter-Marsch
- Hechtl-Marsch
- Im Wiener Dialekt
- In arte voluptas, mars
- Jagdabenteuer
- Kronprinz-Rudolf-Marsch
- Launenhaft
- Meran-Marsch
- Nußdorfer Marsch (Nach Nußdorf)
- Reiterlieder, wals
- "´s Herz von an echten Weana"
- Sei weider guat
- Weana Gmüath, wals, op. 112
- Wiener Künstler

### Toneelwerken

#### Operettes
- Wiener Kinder, 2 aktes - libretto: Victor Léon en Heinz Reichert, naar de roman "Du liebes Wien" van Ernst Decseys

### Vocale muziek
- Alte österreichische Volksmelodien, 3 vol.

### Kamermuziek
- Wien – Berlin, mars voor dwarsfluit, hobo, klarinet, hoorn en fagot